# Saison 4 de Mike Tyson Mysteries
Chronologie
Saison 3
Cet article présente les épisodes de la quatrième saison de la série télévisée d'animation Mike Tyson Mysteries.
Elle est diffusée depuis le 12 février 2021 sur Adult Swim.

## Épisodes

### Épisode 1:On décolle
- France : 12 février 2021 sur Adult Swim

### Épisode 2:Fais un vœu et souffle
- France : 12 février 2021 sur Adult Swim

### Épisode 3:La liste
- France : 12 février 2021 sur Adult Swim

### Épisode 4:Le colis disparu
- France : 12 février 2021 sur Adult Swim

### Épisode 5:Le meilleur moment de la journée
- France : 12 février 2021 sur Adult Swim

### Épisode 6:Les Monahan et les MacGovern
- France : 12 février 2021 sur Adult Swim

### Épisode 7:La mort de Lyle Victor Linkus
- France : 12 février 2021 sur Adult Swim

### Épisode 8:Les hirondelles de San Juan
- France : 12 février 2021 sur Adult Swim

### Épisode 9:Mystère à Little Italy
- France : 12 février 2021 sur Adult Swim

### Épisode 10:Le Yin et le Yung
- France : 12 février 2021 sur Adult Swim

### Épisode 11:Le Cadeau sans Fin
- France : 12 février 2021 sur Adult Swim

### Épisode 12:Ton paternel
- France : 12 février 2021 sur Adult Swim

### Épisode 13:Pacte avec le diable
- France : 12 février 2021 sur Adult Swim

### Épisode 14:Erreur de pilotage
- France : 12 février 2021 sur Adult Swim

### Épisode 15:Corvée courses
- France : 12 février 2021 sur Adult Swim

### Épisode 16:L'épisode de Noël
- France : 12 février 2021 sur Adult Swim

### Épisode 17:Le destin de Landon
- France : 12 février 2021 sur Adult Swim

### Épisode 18:La méthode Stein
- France : 12 février 2021 sur Adult Swim

### Épisode 19:Pénurie de palourdes
- France : 12 février 2021 sur Adult Swim

### Épisode 20:Tu ne peux pas rentrer chez toi
- France : 12 février 2021 sur Adult Swim